# Chassey-lès-Montbozon
Chassey-lès-Montbozon é uma comuna francesa na região administrativa da Borgonha-Franco-Condado, no departamento do Alto Sona. Estende-se por uma área de 15.60 km². Em 2010 a comuna tinha 223 habitantes (densidade: 14,3 hab./km²).